# ジョルジュ・ミーツ
ジョルジュ・ミーツ（Georges Miez、1904年10月2日 – 1999年4月21日）は、スイスの体操選手である。彼は1924年パリオリンピックから1936年ベルリンオリンピックの4大会にかけて、金メダル4個を含む8個のメダルを獲得した。

## 経歴
ミーツは、第2次世界大戦前における高名な体操選手の1人だった。1924年のパリオリンピックでオリンピックに初出場し、このときは団体競技で銅メダルを獲得している。次の1928年アムステルダムオリンピックがミーツにとっての最高のオリンピックとなった。この大会で鉄棒・団体競技・個人総合の3種目で金メダル、あん馬で銀メダルを獲得した。続く1932年ロサンゼルスオリンピックでは床運動のみに出場して、銀メダルを獲得した。最後のオリンピックとなった1936年のベルリンオリンピックでは、床運動で金メダル、団体競技で銀メダルを獲得した。
その他の主な大会では、1934年にブダペストで開催された世界体操競技選手権の団体 と床運動 で優勝し、鉄棒で銀メダルを獲得している。彼は長寿を保ち、余生を体操競技の振興に捧げた。

## オリンピックでの成績
| 年   | 大会                       | 場所                       | 種目     | 結果                                              |
| ---- | -------------------------- | -------------------------- | -------- | ------------------------------------------------- |
| 1924 | パリオリンピック           | パリ（フランス）           | 個人総合 | 24位（98.796点）                                  |
| 1924 | パリオリンピック           | パリ（フランス）           | 団体     | 3位                                               |
| 1924 | パリオリンピック           | パリ（フランス）           | 跳馬     | 25位（8.170点）                                   |
| 1924 | パリオリンピック           | パリ（フランス）           | 平行棒   | 21位（20.36点、規定10.06点・自由10.30点）         |
| 1924 | パリオリンピック           | パリ（フランス）           | あん馬   | 14位（18.830点、規定8.460点・自由10.370点）       |
| 1924 | パリオリンピック           | パリ（フランス）           | 鉄棒     | 5位（19.050点、規定9,20点・自由9.850点）          |
| 1924 | パリオリンピック           | パリ（フランス）           | つり輪   | 45位（16.686点、規定8.770点・自由7.916点）        |
| 1924 | パリオリンピック           | パリ（フランス）           | 綱のぼり | 31位タイ（時間9.6秒、得点7点）                    |
| 1924 | パリオリンピック           | パリ（フランス）           | 跳馬横置 | 42位（18.830点、8.700点）                         |
| 1928 | アムステルダムオリンピック | アムステルダム（オランダ） | 個人総合 | 1位（247.500点）                                  |
| 1928 | アムステルダムオリンピック | アムステルダム（オランダ） | 団体     | 1位                                               |
| 1928 | アムステルダムオリンピック | アムステルダム（オランダ） | 平行棒   | 30位タイ（49.75点）                               |
| 1928 | アムステルダムオリンピック | アムステルダム（オランダ） | 跳馬     | 4位タイ（28.250点）                               |
| 1928 | アムステルダムオリンピック | アムステルダム（オランダ） | つり輪   | 8位タイ（54.25点）                                |
| 1928 | アムステルダムオリンピック | アムステルダム（オランダ） | 鉄棒     | 1位（57.50点）                                    |
| 1928 | アムステルダムオリンピック | アムステルダム（オランダ） | あん馬   | 2位（57.75点）                                    |
| 1932 | ロサンゼルスオリンピック   | ロサンゼルス（アメリカ）   | 床運動   | 2位（28.3点）                                     |
| 1936 | ベルリンオリンピック       | ベルリン（ドイツ）         | 個人総合 | 14位（合計107.334点、規定52.467点・自由54.867点） |
| 1936 | ベルリンオリンピック       | ベルリン（ドイツ）         | 団体     | 2位                                               |
| 1936 | ベルリンオリンピック       | ベルリン（ドイツ）         | 床運動   | 1位（18.666点、規定9.333点・自由9.333点）         |
| 1936 | ベルリンオリンピック       | ベルリン（ドイツ）         | 跳馬     | 8位タイ（18.234点、規定9.067点・自由9.167点）     |
| 1936 | ベルリンオリンピック       | ベルリン（ドイツ）         | 平行棒   | 27位タイ（17.500点、規定8.567点・自由8.933点）    |
| 1936 | ベルリンオリンピック       | ベルリン（ドイツ）         | 鉄棒     | 20位（18.467点、規定9.167点・自由9.300点）        |
| 1936 | ベルリンオリンピック       | ベルリン（ドイツ）         | つり輪   | 64位タイ（15.900点、規定7.233点・自由8.667点）    |
| 1936 | ベルリンオリンピック       | ベルリン（ドイツ）         | あん馬   | 11位タイ（18.567点、規定9.100点・自由9.467点）    |